# Victor Bérard
Victor Bérard (Morez, 1864 – Parigi, 1931) è stato uno scrittore francese.
Studioso di Omero e in particolar modo dell'Odissea, si occupò di ricostruire fedelmente le tappe del mitico viaggio di Ulisse. La sua ricostruzione, sebbene non attendibile, resta una delle più realistiche elaborate.

## Biografia
Figlio di Jean Baptiste Bérard, farmacista di Morez; il suo fratello minore, Leon Bérard, fu un rinomato specialista del cancro, professore presso la facoltà di medicina dell'Università di Lione.
Victor Bérard studiò all'École normale supérieure (1884-1887) e fu membro della Scuola Francese di Atene (1887-1890). Come tale, fece diversi viaggi nell'Impero ottomano interessandosi alla condizione degli Armeni e delle minoranze etniche sotto il regno del sultano Abdulhamid II. Insegnò geografia dal 1896 al 1914 presso la Scuola superiore di marina e all'École pratique des hautes études.
Con la sua famosa traduzione in prosa ritmica dell'Odissea, apportò un contributo significativo alla rinascita della filologia in Francia.
Ispirato dal successo eccezionale delle ricerche archeologiche di Heinrich Schliemann, Bérard si dedicò alla ricerca degli approdi del Mediterraneo frequentati da Ulisse, l'eroe di Omero, ricostruendo le rotte degli antichi navigatori. Utilizzò a tale scopo la sua barca, seguendo le indicazioni dell'Odissea. Infatti, come storico e geografo, è ispirato da Strabone e dai suoi libri di geografia, e da Tucidide.
Fu senatore del dipartimento del Giura dal 1920 al 1931 ed è stato presidente della Commissione Esteri del Senato francese fino al 1929.
Suo figlio, Jean Bérard, fu un archeologo.

## Critiche alle sue ricerche
Pur essendo stimolanti e plausibili, data la conoscenza da lui acquisita sulla Grecia arcaica, le ricerche, le ipotesi e le idee di Bérard sull'Odissea sono state criticate per decenni, sia per i metodi poco scientifici da lui adottati nella ricostruzione del viaggio di Ulisse, sia per l'uso della propria nave, moderna e con strumentazioni sconosciute agli antichi Greci. Inoltre, nell'individuazione di dettagli accurati, la tesi del Bérard, secondo cui Omero non ha inventato nulla e ha descritto solo luoghi reali, appare discutibile.

## Opere
- Victor Bérard et Martin Melkonian - La Politique du Sultan - Les massacres des Arméniens : 1894-1896 (1897), coll. Les Marches du Temps.
- Victor Bérard - Révolutions de la Perse : les provinces, les peuples et le gouvernement du roi des rois. Paris: Librairie Armand Colin, 1910.
- Victor Bérard – La France d'Afrique. Vers Le Sahara (1911), in La Revue de Paris.
- Victor Bérard, La Mort de Stamboul 1913.
- Victor Bérard — Un mensonge de la science allemande. Les « Prolégomènes à Homère » de Frédéric-Auguste Wolf (1917, deuxième édition), éd. Hachette et Cie, Paris, In-12 broché, 288 p.
- Victor Bérard, Les Phéniciens et l'Odyssée (1902-1903, rééd. 1927), éd. Armand Colin, Paris.
- Victor Bérard, Les navigations d'Ulysse en 4 vol. : I. Ithaque et la Grèce des Achéens ; II. Pénélope et les barons des îles ; III. Calypso et la mer de l'Atlantide ; IV. Nausicaa et le retour d'Ulysse (1927-1929, rééd. 1971), éd. Armand Colin, Paris.
- Victor Bérard - L'Odyssée d'Homère. Etude et analyse. (1931) Paris MELLOTEE, Editeur.
- Victor Bérard, La Résurrection d'Homère en 2 volumes I.Au temps des héros, II. Le drame épique Ed Bernard Grasset 1930.
- Victor Bérard, Dans le sillage d'Ulysse, album odysséen avec des photos de Frédéric Boissonnas (1933, posth.), éd. Armand Colin, Paris.